# Boris Traikovski
Boris Traikovski (25 de juny de 1956 - 26 de febrer de 2004) (Борис Трајковски en ciríl·lic) va ser president de Macedònia del Nord entre 1999 i 2004).
Nascut en la ciutat de Murtino, prop de la ciutat de Strumica (Macedònia del Nord), d'una família metodista, Traikovski es va graduar com advocat el 1980 en el St. Cyril i Universitat Metodista de Skopje. En 2004 mor tràgicament després d'un accident aeri en l'avió presidencial. Després d'això se celebraren noves eleccíons, prenent el càrrec de president Branko Tsrvènkovski, primer ministre durant la presidència de Traikovski.